# J. J. Jeczalik
J. J. Jeczalik (* 11. Mai 1955; bürgerlicher Name: Jonathan Edward Stephen Jeczalik) ist ein britischer Keyboarder und Programmierer, der durch seine Mitgliedschaft in der britischen Electronic-Band Art of Noise bekannt wurde. Jeczalik war zusammen mit Anne Dudley, Trevor Horn und Gary Langan 1983 Gründungsmitglied der Band und zeichnete dort für die Fairlight-CMI-Sounds verantwortlich. Zuvor arbeitete er auch an der Realisierung der ersten Platte der Pop-Gruppe Frankie Goes to Hollywood mit, die damals bei dem britischen Plattenlabel ZTT unter Vertrag waren, bei dem Jeczalik arbeitete.
Nach Erscheinen des Fairlight CMI Series II im Jahre 1982 hatte Jeczalik Zugang zum „Page R“, dem eingebauten Sequencer des Fairlight. Während er am Yes-Album 90125 arbeitete, experimentierte Jeczalik mit Schlagzeug- und Percussion-Samples des Yes-Schlagzeugers Alan White. Jeczalik entwickelte so zusammen mit Gary Langan Schlagzeug Beats und Breaks in Page R und komponierte „Beat Box“, die Debüt-Single von Art of Noise.
Während der Produktion des Malcolm-McLaren-Albums „Duck Rock“ trafen Jeczalik und Langan die Musikerin Anne Dudley. Zusammen mit Horn, Langan, Dudley und Paul Morley gründete Jeczalik die Band Art of Noise im Jahre 1983.
Nach der Auflösung von Art of Noise brachte J. J. Jeczalik zusammen mit Bob Kraushaar in den Jahren 1995–1997 Platten mit Instrumentalstücken heraus, die mehr in den Dance-Bereich führten. Der Name dieser Band war Art of Silence.
Jeczalik produzierte Alben der Pop-Gruppen Godley & Creme und Pet Shop Boys.
Jeczalik arbeitete in seiner Laufbahn mit verschiedenen namhaften Bands zusammen:
- Frankie Goes to Hollywood
- John Foxx
- Stephen Duffy
- Yes
- Kate Bush
- ABC

Er lebt heute in Oxford, England zusammen mit seiner Frau und seinen zwei Töchtern und arbeitet als Lehrer (er lehrt IT an der Oxford High Senior School GDST).